# Йоанис Варвакис
Йоанис Варвакис (на гръцки: Ιωάννης Βαρβάκης), наричан също Иван Андреевич Варваци (на руски: Иван Андреевич Варваци), е гръцко-руски революционер и търговец.

## Биография
Йоанис Варвакис е роден през 1745 година на остров Псара. Собственик на кораб, той го предоставя на руснаците през Руско-турската война от 1768-1774 година и го използва като брандер в битката при Чешме през юли 1770 година, унищожавайки голям османски кораб.
След като губи кораба си, Варвакис отива в Санкт Петербург. Там той е приет лично от императрица Екатерина II, която му предоставя хиляда рубли, званието старши лейтенант от флота и правото на неограничен и освободен от данъци риболов в Каспийско море.
Йоанис Варвакис се установява в Астрахан и създава риболовно предприятие, което го превръща в милионер. Корабите му ловят в северната част на Каспийско море есетра, сьомга и други ценни риби, но най-голям успех има с добива на черен хайвер. Той създава технология за запазване на качествата на хайвера при транспортирането му, използваща специални водоустойчиви дървени кутии. Към 1788 година Варвакис има над 3 хиляди работници.
През 1810 година Варвакис получава благородническа титла и герб. През следващите години той финансира довършването на канал между ръкавите на Волга при Астрахан, който получава неговото име. През 1812 година се премества в Таганрог, където има значителна гръцка общност. Тук той финансира изграждането на Йерусалимския гръцки манастир, в който по-късно е опят починалия в града император Александър I.
Варвакис участва в гръцката революционна организация Филики Етерия. Връща се в Гърция през 1824 година, по време на Гръцката война за независимост.
Йоанис Варвакис умира на 10 януари 1825 година на остров Закинтос.